# Meldegesetz 1991
Das österreichische Meldegesetz 1991 (abgekürzt MeldeG) ist ein Bundesgesetz und regelt die Pflicht zur An- und Abmeldung einer Person in Unterkünften (Wohnungen, Beherbungsbetriebe etc.), die Zuständigkeit der Behörden sowie entsprechende Strafbestimmungen.

## Gliederung
Das Meldegesetz 1991 besteht aus 25 Paragraphen, die sich in folgende drei Abschnitte gliedern:
- 1. Abschnitt: Meldefälle und Pflichten der Betroffenen
- 2. Abschnitt: Meldebehörden, Melderegister und Verarbeitung der Meldedaten
- 3. Abschnitt: Straf-, Übergangs- und Schlußbestimmungen

## Begriffe

### Unterkunft
Gemäß §1 Abs. 1 Meldegesetz 1991 sind Unterkünfte Räume, die zum Wohnen oder Schlafen benutzt werden. Gewöhnliche Wohnungen und Häuser, aber auch beispielsweise Zimmer in Hotels und Pensionen zählen nach dieser Definition als Unterkünfte. Der Eigentümer der Unterkunft ist gemäß § 1 Abs. 2 Meldegesetz 1991 der Unterkunftgeber.

### Beherbergungsbetriebe und Wohnungen
Der Begriff des Beherbergungsbetriebes wird in § 1 Abs. 3 Meldegesetz 1991 definiert; darunter fallen vor allem Hotels und Pensionen. Ob diese entgeltlich oder unentgeltlich betrieben werden, ist unerheblich, wichtig ist nur, dass sie zur Unterbringung von Gästen zu vorübergehendem Aufenthalt bestimmt sind. Wohnungen werden im darauffolgenden Absatz (§ 1 Abs. 4 Meldegesetz 1991) als Unterkünfte, die keine Beherbergungsbetriebe sind, definiert. Zudem wird definiert, dass auch Fahrzeuge und Zelte als Wohnungen gelten, wenn sie im Gebiet derselben Gemeinde länger als drei Tage als Unterkunft dienen.

### Wohnsitz und Hauptwohnsitz
Ein Wohnsitz ist gemäß § 1 Abs. 6 Meldegesetz 1991 an einer Unterkunft begründet, an der sich eine Person in der Absicht niedergelassen hat, dort bis auf weiters einen Anknüpfungspunkt von Lebensbeziehungen zu haben. Ein Hauptwohnsitz ist gemäß § 1 Abs. 7 Meldegesetz 1991 an einer Unterkunft begründet, an der sich eine Person mit der Absicht, diese zum Mittelpunkt ihrer Lebensbeziehungen zu machen, niedergelassen hat. Für die Definition des Mittelpunktes der Lebensbeziehungen ist gemäß § 1 Abs. 8 Meldegesetz 1991 insbesondere die Aufenthaltsdauer, ein eventuell in der Nähe befindlicher Arbeitsplatz bzw. eine in der Nähe befindliche Ausbildungsstätte, der Wohnsitz der Familienmitglieder beziehungsweise der Angehörigen und eventuelle Funktionen beziehungsweise Mitgliedschaften in Vereinen relevant.

### Obdachlosigkeit
§ 1 Abs. 9 Meldegesetz 1991 definiert Obdachlosigkeit wie folgt: Obdachlos ist, wer nirgends Unterkunft genommen hat.

## Meldepflicht
Die Pflicht zur Meldung ist in § 2 Abs. 1 Meldegesetz 1991 relativ breit gefasst definiert: Wer in einer Wohnung oder in einem Beherbergungsbetrieb Unterkunft nimmt oder eine solche Unterkunft aufgibt, ist zu melden.

### Meldung in einer Wohnung
Die Anmeldung der Unterkunft in einer Wohnung hat spätestens drei Tage nach dem Einzug zu erfolgen. Ebenso hat die Abmeldung spätestens drei Tage nach dem Auszug zu erfolgen. Tatsächlich erfolgt ist die An- beziehungsweise Abmeldung, sobald der Behörde der Meldezettel vorliegt beziehungsweise die Daten des Meldezettel elektronisch übermittelt wurden.
Es bestehen jedoch von dieser Meldepflicht sehr viele Ausnahmen, unter anderem eine generelle Ausnahme für Personen, die eine Wohnung nicht länger als drei Tage bewohnen, für Vertreter ausländischer Staaten (wie beispielsweise Staatsoberhäupter, Regierungsmitglieder, deren Begleitpersonen sowie Diplomaten) sowie für Personen, die inhaftiert wurden. Sofern eine Person bereits gemeldet ist, kann auf eine Ummeldung verzichtet werden, sofern ihr nicht länger als zwei Monate in einer Wohnung unentgeltlich Unterkunft gewährt wird oder sie in einem Krankenhaus, als Minderjährige in einem Heim (wie beispielsweise einer Jugendherberge) beziehungsweise als Angehörige eines Wachkörpers, des Bundesheeres oder der Feuerwehr (im Rahmen des Katastrophenschutzes) in einer Gemeinschaftsunterkunft untergebracht ist.
Für die Erfüllung der Meldepflicht verantwortlich ist der Unterkunftnehmer selbst; handelt es sich um einen Minderjährigen ist ein Erziehungsberechtigter, sofern der Minderjährige nicht mit oder bei einem Erziehungsberechtigten wohnt der Unterkunftgeber verantwortlich. Wird eine Person durch einen Erwachsenenvertreter vertreten, ist dieser für die Erfüllung der Meldepflicht verantwortlich. Die Richtigkeit der Meldedaten auf dem Meldezettel ist vom Meldepflichtigen durch eine Unterschrift zu bestätigen.
Der Unterkunftgeber (sofern es kein Betreiber eines Beherbergungsbetriebes ist) hat die vom Meldepflichtigen unterfertigten Meldezettel ebenso zu unterschreiben und er hat die Pflicht zur Anzeige an die Meldebehörde, wenn er Grund zur Annahme hat, dass der Unterkunftnehmer seiner Meldepflicht nicht nachgekommen ist.

### Meldung in einem Beherbergungsbetrieb
Die Anmeldung der Unterkunft in einem Beherbergungsbetrieb erfolgt durch die Bekanntgabe wesentlicher Daten (Name, Geburtsdatum, Staatsangehörigkeit etc.) an den Betreiber sowie eine Bestätigung durch eine Unterschrift. Es gibt vereinfachte Regelungen für Familien und Reisegruppen mit mehr als acht Personen.
Das Gästeverzeichnis wird in § 10 Meldegesetz 1991 beschrieben und ist ein Register, in dem der Betreiber eines Beherbergungsbetriebes die Daten seiner Gäste sowie das Ankunfts- und Abreisedatum einzutragen hat. Diese Aufzeichnungen sind sieben Jahre aufzubewahren; auf Verlangen ist den Meldebehörden und den Organen des öffentlichen Sicherheitsdienstes Einsicht in diese Aufzeichnungen zu gewähren. Das Gästeverzeichnis kann elektronisch geführt werden, in diesem Fall sind auf Verlangen schriftliche Ausfertigungen auszustellen.

## Meldebehörde und Melderegister
Meldebehörde ist gemäß § 13 Abs. 1 Meldegesetz 1991 der Bürgermeister derjenigen Gemeinde, in der die Unterkunft liegt.
Die Meldebehörden sind zur Führung eines Melderegisters (Lokales Melderegister) verpflichtet, in dem die gesamten Daten der Unterkunftnehmer eingetragen werden. Die Daten sind grundsätzlich 30 Jahre nach Abmeldung zu speichern beziehungsweise aufzubewahren. Die Meldebehörden sind dazu verpflichtet, die Daten im Lokalen Melderegister aktuell zu halten und Personen beispielsweise nach dem Ableben von Amts wegen abzumelden. Ebenso sind An- und Abmeldungen von Amts wegen vorzunehmen, wenn gesetzeswidrig keine Meldung erfolgt ist oder bei der Meldung falsche Daten bekanntgegeben wurden. Eine Meldung von Amts wegen ist dem Meldepflichtigen bekanntzugeben und vor der Durchführung ist er zur Stellungnahme aufzufordern.
Zur Überprüfung der Daten im Melderegister kann die Meldebehörde einen Wohnsitzerklärung vom Meldepflichtigen verlangen, in der die Daten zu bestätigen beziehungsweise zu wiederholen sind.

### Zentrales Melderegister

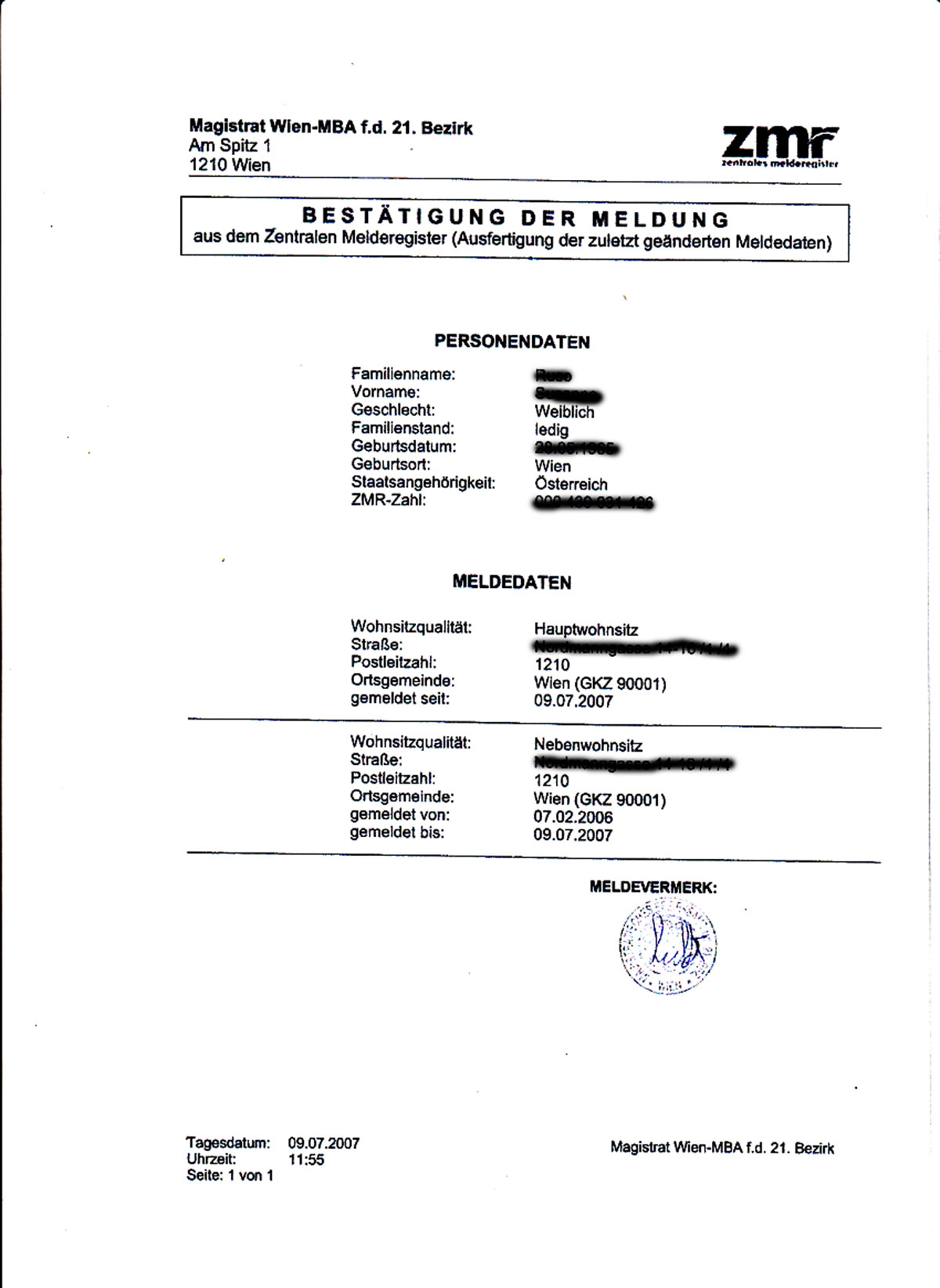
Bestätigung der Meldung („Meldezettel“) aus dem ZMR vom 9. Juli 2007

Die Meldebehörden pflegen alle Meldedaten in das Zentrale Melderegister (ZMR) ein, welches beim Bundesministerium für Inneres geführt wird. Dadurch können die Meldedaten von Behörden, Gerichten und Geschäftskunden wie beispielsweise Rechtsanwälten in ganz Österreich (eventuell gegen Gebühr) eingesehen werden. Ebenfalls wird dadurch auch eine Abmeldung bei der für den neuen Wohnsitz zuständigen Meldebehörde möglich. Eine Auskunft aus dem Zentralen Melderegister über eine Person ist jedem auszufertigen, der ein berechtigtes Interesse glaubhaft macht (beispielsweise der Eigentümer einer vermieteten Wohnung). Ist eine Auskunftssperre über die Meldedaten einer Person verhängt worden kann keine Auskunft aus dem Zentralen Melderegister ausgefertigt werden. Nicht zu verwechseln ist eine solche Auskunft mit der amtlich als Bestätigung der Meldung bezeichneten Meldebestätigung, umgangssprachlich hält sich nach wie vor der vormals gebrauchte Begriff Meldezettel. Eine solche Bestätigung ist bei Abschluss vieler Verträge (wie beispielsweise Strom-, Erdgas- oder Fernwärmelieferverträgen) vorzulegen und ist der meldepflichtigen Person auf Antrag auszufertigen. Ein solcher Antrag kann bei jeder Meldebehörde gestellt werden.
Ebenso kann der Eigentümer eines Hauses bei jeder Meldebehörde die Bekanntgabe von Namen und Adressen aller im Haus angemeldeten Personen verlangen. Die Bezirksverwaltungsbehörden beziehungsweise Landespolizeidirektionen können im Zentralen Melderegister die Daten aller in ihrem Zuständigkeitsbereich gemeldeten mit nichtösterreichischer Staatsbürgerschaft, die Militärkommanden die in ihrem Zuständigkeitsbereich gemeldeten Wehrpflichtigen, die das 50. Lebensjahr noch nicht vollendet haben, abrufen.

### Reklamationsverfahren
Zur behördlichen Feststellung des Hauptwohnsitzes (etwa wenn der Meldepflichtige dazu falsche Angaben gemacht hat) wird in § 17 Meldegesetz 1991 das Reklamationsverfahren normiert. Es wird von den Ämtern der Landesregierung (beziehungsweise vom Magistrat der Stadt Wien) durchgeführt, Behörde ist der Landeshauptmann. Es wird auf Antrag des Bürgermeisters der Gemeinde, in der eine Person mit Hauptwohnsitz gemeldet ist oder des Bürgermeisters der Gemeinde, in der sie ihren Hauptwohnsitz tatsächlich hat, durchgeführt. Sind diese beiden Gemeinden nicht im selben Bundesland wird das Verfahren vom Bundesministerium für Inneres (Behörde ist der Bundesminister) durchgeführt.
Stellungnahmen werden von beiden Bürgermeistern, die dazu Daten, die sie in der Vollziehung ermittelt haben zu Rate ziehen dürfen, sowie bei Zweifel bei der Statistik Austria eingeholt. Ebenso kann bei unrichtiger oder unvollständiger Abgabe einer Wohnsitzerklärung nach Setzung einer Nachfrist ein Reklamationsverfahren beantragt werden, in diesem Fall können auch Daten der Bezirksverwaltungs-, Schul-, Kraftfahr- und Finanzbehörden, der Sozialversicherungsträger sowie des Arbeitsmarktservice eingeholt werden. Nach Abschluss des Reklamationsverfahrens stellt die Behörde einen Bescheid aus und die Meldebehörden sind zur Vornahme einer allfälligen Korrektur der Melderegister verpflichtet.

## Strafbestimmungen
Strafen in Höhe von bis zu 726 Euro beziehungsweise im Wiederholungsfall von bis zu 2180 Euro sind für die Verletzung der Meldepflicht (keine oder unrichtige Ab- oder Anmeldung), für die Angabe von falschen Daten und für das unvollständige Führen eines Gästeverzeichnisses vorgesehen.
Strafen in Höhe von bis zu 360 Euro beziehungsweise im Wiederholungsfall von bis zu 1090 Euro sind für das Nichteinbringen von Urkunden, für die Verletzung der Meldepflicht nach einem Reklamationsverfahren oder für die Unterzeichnung eines falschen Meldezettels als Unterkunftgeber vorgesehen.
Für die Durchführung der Strafverfahren sind die Bezirksverwaltungsbehörden zuständig.